# 瓜破南
瓜破南（うりわりみなみ）は、大阪府大阪市平野区にある町名。現行行政地名は瓜破南一丁目および瓜破南二丁目。

## 地理
平野区の南西部に位置し、川を挟んで北に瓜破西と瓜破と瓜破東、南に松原市と接している。
大阪市域としては数少ない、大和川の南側（左岸）に位置する地域である。（他に同じく平野区の長吉川辺四丁目、東住吉区の矢田七丁目が大和川の南側に位置している）

### 河川
- 大和川
  - 瓜破大橋
  - 高野大橋

## 歴史

### 沿革
- 1974年（昭和49年）、大阪市東住吉区瓜破東之町・瓜破西之町の各一部と瓜破万屋町より成立[5]。

## 世帯数と人口
2024年（令和6年）9月30日現在（大阪市発表）の世帯数と人口は以下の通りである。
| 丁目         | 世帯数  | 人口  |
| ------------ | ------- | ----- |
| 瓜破南一丁目 | 122世帯 | 161人 |
| 瓜破南二丁目 | 81世帯  | 132人 |
| 計           | 203世帯 | 293人 |

### 人口の変遷
国勢調査による人口の推移。
| 1995年（平成7年）  | 334人 | [ 6 ]  |  |
| 2000年（平成12年） | 400人 | [ 7 ]  |  |
| 2005年（平成17年） | 547人 | [ 8 ]  |  |
| 2010年（平成22年） | 479人 | [ 9 ]  |  |
| 2015年（平成27年） | 408人 | [ 10 ] |  |
| 2020年（令和2年）  | 485人 | [ 11 ] |  |

### 世帯数の変遷
国勢調査による世帯数の推移。
| 1995年（平成7年）  | 116世帯 | [ 6 ]  |  |
| 2000年（平成12年） | 112世帯 | [ 7 ]  |  |
| 2005年（平成17年） | 97世帯  | [ 8 ]  |  |
| 2010年（平成22年） | 97世帯  | [ 9 ]  |  |
| 2015年（平成27年） | 85世帯  | [ 10 ] |  |
| 2020年（令和2年）  | 94世帯  | [ 11 ] |  |

## 学区
市立小・中学校に通う場合、学区は以下の通りとなる。なお、小学校・中学校入学時に学校選択制度を導入しており、通学区域以外に通学区域に隣接している小学校・平野区内にある中学校から選択することも可能。
| 丁目         | 番   | 小学校             | 中学校             |
| ------------ | ---- | ------------------ | ------------------ |
| 瓜破南一丁目 | 全域 | 大阪市立瓜破小学校 | 大阪市立瓜破中学校 |
| 瓜破南二丁目 | 全域 | 大阪市立瓜破小学校 | 大阪市立瓜破中学校 |

## 事業所
2021年（令和3年）現在の経済センサス調査による事業所数と従業員数は以下の通りである。
| 丁目         | 事業所数  | 従業員数 |
| ------------ | --------- | -------- |
| 瓜破南一丁目 | 36事業所  | 607人    |
| 瓜破南二丁目 | 76事業所  | 971人    |
| 計           | 112事業所 | 1,578人  |

## 交通

### バス
2020年4月現在
- 大阪シティバス[15]
  - 5号系統：瓜破南

### 道路
- 阪神高速14号松原線 三宅出入口（所在地は松原市であるが、瓜破南も跨がって設置されている。）
- 大阪府道179号住吉八尾線

## 施設
- 大阪市環境局 東南環境事業センター[16]
- 瓜破南大和川公園[17]
- 瓜破南公園
- 川辺南公園

## その他

### 日本郵便
- 〒547-0023[3]（集配局：平野郵便局[18]）